# Анрі Леонард Жан Батист Бертін
Анрі Леонар Бертін, граф де Бурдевіль (Henri Léonard Jean-Baptiste Bertin, comte de Bourdeville) (24 березня 1719, Періге, Франція — 16 вересня 1792, Спа, Бельгія) — французький дворянин і політичний діяч XVIII століття. З юності працював у державній адміністрації, під час Семирічної війни був міністром фінансів Франції (1759—1763), пізніше короткочасно міністром закордонних справ (1774). Під час революції емігрував і помер у Бельгії.

## Біографія
Походив зі службового дворянства (noblesse robe), народився в багатодітній родині державного службовця Жана де Бертіна (1659—1724). З 1741 р. працював адвокатом у Бордо, пізніше був інтендантом у Руссійоні (1751—1753) і Ліоні (1754—1757). У 1757—1759 роках він був командувачем поліції в Парижі в чині генерал-лейтенанта. Під час Семирічної війни був покликаний на посаду міністра фінансів (генеральний контролер фінансів; 1759—1763). Створюючи кадастри, він намагався провести податкову реформу, але наштовхнувся на опір паризького парламенту та критику експертів. Він пішов у відставку після закінчення Семирічної війни, але в грудні того ж року для нього була створена посада п'ятого державного секретаря з великим титулом, але невеликим фактичним впливом. Він присвятив себе питанням торгівлі та колоній, залишивши пост держсекретаря в 1780 році. На початку правління Людовіка XVI, він також ненадовго був міністром закордонних справ (червень і липень 1774 року). Під час революції 1791 року він емігрував і невдовзі помер у Бельгії. Він був почесним членом Французької академії наук і Академії літератури та красної літератури.